# Erste Bank Open 2024
Erste Bank Open 2024 a fost un turneu de tenis masculin care s-a jucat pe terenuri hard indoor. A fost cea de-a 50-a ediție a evenimentului și a făcut parte din seria ATP 500 a circuitului ATP 2024. S-a desfășurat la Wiener Stadthalle din Viena, Austria, între 21 și 27 octombrie 2024.

## Campioni

### Simplu
Pentru mai multe informații consultați Erste Bank Open 2024 – Simplu

### Dublu
Pentru mai multe informații consultați Erste Bank Open 2024 – Dublu

## Puncte și premii în bani

### Distribuția punctelor
| Probă  | Câștigător | Finalist | Semifinalist | Sfertfinalist | Runda 2 | Runda 1 | Q  | Q2 | Q1 |
| Simplu | 500        | 330      | 200          | 100           | 25      | 0       | 25 | 13 | 0  |
| Dublu  | 500        | 300      | 180          | 90            | N/A     | N/A     | 45 | 25 | 0  |

### Premii în bani
| Probă  | Câștigător | Finalist  | Semifinalist | Sfertfinalist | Runda 2  | Runda 1  | Q2      | Q1      |
| Simplu | 461.920 €  | 248.540 € | 132.470 €    | 67.680 €      | 36.130 € | 19.270 € | 9.875 € | 5.540 € |
| Dublu* | 151.470 €  | 80.930 €  | 40.950 €     | 20.470 €      | 10.600 € | N/A      | N/A     | N/A     |

*per echipă